# Ameringkogel
L'Ameringkogel è una montagna delle Prealpi di Stiria, alta 2184 m s.l.m.. È la vetta più elevata delle Prealpi di Stiria.

## Caratteristiche
Si trova in Austria, nel distretto di Judenburg (Stiria), a circa 60 km ad est della città di Graz.
È una montagna dalle forme dolci, coperta di prati fino in vetta. La cima è costituita da una cresta allungata in direzione nord-sud; il punto più elevato è all'estremità sud, ed è segnalato da un ometto,, mentre all'estremità nord si trovano una croce ed un contenitore con il libro di vetta. Dalla cima si gode un'ottima vista sulle Alpi Orientali.
Ha una prominenza di 1232 m rispetto alla vetta principale, che è lo Zirbitkogel; il punto minimo è l'Orbdacher Sattel, ad una quota di 955 m.

## Ascensione alla vetta
L'itinerario di salita è di tipo escursionistico, e non presenta particolari difficoltà. È facilmente percorribile anche d'inverno con gli sci. Si può utilizzare come punto d'appoggio il rifugio Salzstiegelhaus.